# Малипо
Малипо́ (кит. упр. 麻栗坡, пиньинь Málìpō) — уезд Вэньшань-Чжуан-Мяоского автономного округа провинции Юньнань (КНР).

## История
Во времена империи Цин эти пограничные места с постоянно случающимися локальными конфликтами административно входили в Аньпинский комиссариат (安平厅) уезда Вэньшань. В конце XIX века, после делимитации границы с подконтрольными Франции вьетнамскими землями, здесь был учреждён пограничный пост, подчинённый напрямую генерал-губернатору провинции.
Во времена Китайской Республики здесь в 1915 году был образован особый район, подчинённый напрямую властям провинции. В марте 1949 года особый район был преобразован в уезд Малипо.
После вхождения провинции Юньнань в состав КНР 31 мая 1950 года пограничный район Малипо был преобразован в город Малипо (麻粟坡市) Специального района Вэньшань (文山专区). Постановлением Госсовета КНР от 3 января 1955 года город Малипо был преобразован в уезд Малипо.
Постановлением Госсовета КНР от 24 мая 1957 года Специальный район Вэньшань был преобразован в Вэньшань-Чжуан-Мяоский автономный округ.
В сентябре 1960 года уезд Малипо был присоединён к уезду Сичоу, но уже в марте 1962 года был воссоздан.

## Административное деление
Уезд делится на 4 посёлка, 6 волостей и 1 национальную волость.